# Juan Bautista Baigorria
Juan Bautista Baigorria, también conocido como el Granadero Baigorria (El Chorrillo, San Luis, ca. 1764 - Bañado de Pajas, Córdoba, ca. 1860), fue un soldado argentino, de destacada participación en el Combate de San Lorenzo (en Santa Fe). Baigorria evitó que un soldado realista atravesara con su bayoneta al coronel José de San Martín. Sus acciones, junto al sacrificio de Juan Bautista Cabral, fueron fundamentales para la asistencia a San Martín y la victoria argentina sobre el ejército español.

## Biografía
El 14 de septiembre de 1812 el Capitán de Milicias Tomás Varas entregó en la Guardia de Prevención del Regimiento de Granaderos, en formación, un total de 111 reclutas provenientes de la Punta de San Luis, recibiendo por su gestión ocho pesos por cada uno. En la lista que publica el teniente coronel Camilo Anschutz en su libro Historia de Granaderos a Caballo, el nombre de Juan Bautista Baigorria aparece citado en sexto lugar de los destinados a la Segunda Compañía, del primer Escuadrón. Si bien se sabe que el primer asentamiento de la flamante Unidad fue en el Cuartel de la Ranchería, ya se había producido la mudanza al Cuartel del Retiro, en los altos de la actual Plaza San Martín del centro porteño. En la Invasión inglesa de 1807 había sido escenario de un reñido combate y lo ocupaban hasta mayo de 1812 los Dragones de la Patria.
San Martín debió en ese lugar preparar alojamiento, pesebres para caballos y cocina para "quinientas y tantas plazas" como lo indica en una relación de pedido que eleva al Poder ejecutivo. Cuenta en sus memorias el General Espejo que San Martín en persona y a viva voz era el maestro instructor de los reclutas, que enseñaba los movimientos de ataque y defensa a cada uno de sus soldados. "No pasó mucho tiempo -concluye- sin que el público viera con agrado, bien uniformado y con un esmerado aseo, a esos mismos campesinos poco antes agrestes, andrajosos, encogidos, transfigurados en gallardos soldados de gentil y arrogante porte, que eran la emulación de sus compañeros de armas".
Dice el Suboficial Mayor Pedro Pablo Hass, en su libro CABRAL, Sargento Epónimo, que los recibió el Oficial Justo Germán Bermúdez, quien luego (y con el grado de Capitán) comandaría la carga de la segunda columna de ataque en el Bautismo de fuego del Regimiento. En el mismo trabajo aparecen en la lista de soldados internados en el Hospital de la Residencia, administrado por los hermanos de la Orden de Belén o de los Bethlemitas tanto Cabral como Baigorria entre octubre y diciembre dado que se conoce la suma a pagar por dicha internación, se especula que ambos con problemas gastrointestinales posiblemente por el agua poco potable de la Ciudad.
El "mártir de San Lorenzo", que pertenecía a la primera compañía del primer escuadrón ingresa al nosocomio hacia finales de diciembre por unos pocos días, pero Baigorria internado desde el 17 de septiembre, o sea tres días después de ser incorporado, lo hace hasta el 10 de noviembre, totalizando 54 días de internación que fueron pasados al cobro en la misma factura que incluye a Cabral. Es de suponer que la dolencia del puntano haya sido de mayor importancia que la del correntino. En la relación de gastos del tercer tercio de 1812 el Regimiento tuvo la cantidad de 287 hospitalizaciones-día, con un costo de 4 reales diarios cada una, lo que hace un total de 1043 pesos con cuatro reales por dicho período que debió solventar el erario. Lo cierto es que a principios de enero ambos Granaderos estaban listos para cumplir el servicio de armas y así lo hicieron.
Cuenta el Profesor Horacio Fórmica, Presidente de la Comisión de la Marcha San Lorenzo, que tanta amistad supieron consolidar Cabral y Baigorria que si bien el primero se llamó Baptista al momento de su incorporación a la unidad sobre finales de 1812 modifica su nombre y adopta el de su amigo, haciéndose anotar en la revista de tropas como JUAN BAUTISTA CABRAL, nombre con el que pasará a la Inmortalidad.
En los cuarteles aprende Baigorria el manejo de las lanzas y sables, practica la carga de caballería y sobre todo recibe los Valores que San Martín vuelca en sus hombres. Viste el uniforme de la Patria, diseñado por el propio Jefe Granadero. Su morrión lleva un penacho verde y la chaquetilla una sola hilera de botones; ambas características irán cambiando con el tiempo. Recibe también un hermoso caballo criollo, reyuno para más datos, de los que serán conocidos luego como "patrios": tenían la oreja cortada para su fácil reconocimiento en las tropillas donde se hacían los intercambios. Lo dejará en la primera posta de su viaje hasta San Lorenzo esperando poder recogerlo al regreso. Esa histórica marcha, tal vez la más veloz que se conoce, le permitió afianzar el conocimiento con sus compañeros y sus superiores.
Las postas sucesivas donde pasaron raudamente son hoy ciudades y una pujante población santafecina lleva el nombre de GRANADERO BAIGORRIA en su homenaje. El 2 de febrero de 1813 fue uno de los 120 soldados Granaderos que tras los muros del histórico convento preparaban en silencio sus cabalgaduras para emprender la lucha con el enemigo que a las cinco de la mañana de día 3 bajaba de los barcos anclados en el Río Paraná. En sus orillas y en solo 15 minutos se resolvió el Combate.

### Combate de San Lorenzo
Participó en el combate de San Lorenzo, ocurrido el 3 de febrero de 1813. Relata Pastor Obligado que durante el breve episodio bélico evitó, al atravesarlo con su lanza, que un soldado realista matara al entonces coronel José de San Martín con su bayoneta. El caballo de San Martín había sido herido por una metralla y le estaba apretando la pierna, por lo que San Martín estaba luchando para liberarse del mismo cuando fue atacado y asistido por Baigorria; este acto de Baigorria le permitió a Juan Bautista Cabral ayudar al futuro Libertador y salvarle la vida. No obstante, esta acción no aparece ni en el Parte que firma San Martín luego de la batalla, ni en posteriores referencias como la de Parish Robertson. Recién pasados más de 50 años del hecho se conocen detalles sobre la caída del futuro Libertador y las valientes acciones simultáneas de los Granaderos Baigorria y Cabral.

### Últimos años registrados
Posteriormente a la batalla/combate de San Lorenzo hay constancia de que Baigorria sirvió en el Ejército de los Andes hasta, al menos, el año 1818, apareciendo en las revistas de tropas junto al Regimiento.
La suerte de este puntano, como la de tantos otros anónimos que supieron defender a la incipiente Patria, se desconoce luego de esta fecha. Las especulaciones lo presentan tanto en Perú como en su tierra natal. Algún homónimo ha sido confundido con él y supuestos enterramientos lo mostraron en la localidad de Bañado de Pajas.
Así encontramos también hacia 1870 al Coronel Manuel Baigorria, destacado militar, también puntano, que hizo buenas amistades entre los indios pacíficos cercanos a la frontera, e incluso bautizó como padrino al hijo del cacique Pichuin, a quien se lo conoció popularmente como Baigorrita.

## Controversia
El rostro que figura como Juan Bautista Baigorria es —supuestamente— en realidad el de Juan Bautista Bustos, militar y Gobernador de Córdoba en el siglo XIX.

## Eponimia
- Granadero Baigorria, localidad de la provincia de Santa Fe en el límite norte de la ciudad de Rosario.